# 松平忠和 (桑名藩主)
松平 忠和（まつだいら ただとも）は、江戸時代中期から後期にかけての大名。伊勢国桑名藩5代藩主。官位は従四位下・下総守。奥平松平家7代当主。文化人として優れており、著書に『空華集』『遊心公遺文』『澹寧斎詩稿』『恵礼幾天留記』などがある。

## 生涯
宝暦9年（1759年）8月27日、和歌山藩7代藩主・徳川宗将の九男として江戸赤坂の紀州藩邸にて誕生した。幼少時から部屋住みの身分であったが、この時期に松平定信と交遊しており、定信は忠和の力量を見抜き、後に自著で「英雄なり。学問も広く給ひ、天文暦学は殊に勝れてぞ聞ゆれ」と記している。
蘭学者前野良沢・桂川甫周の弟子として西洋の薬「テリアカ」のオランダ語の文献の翻訳や「火浣布(石綿)」のオランダ語の文献の翻訳に取り組んだ。
森島中良『紅毛雑話』には、鳳翔公子こと後の松平忠和が竹筒と徳利でエレキテルを製作し、森島中良の実兄・桂川甫周に自慢したという記録がある。
異母兄である桑名藩主・松平忠功に実子がなかったため、寛政5年（1793年）9月2日に養子となり、11月28日に忠功が病気を理由に隠居したため家督を継いだ。藩政では定信の寛政の改革に倣って、寛政7年（1795年）11月に家臣の半知借上を行い藩財政再建を目指し、中沢道二らを招聘して学問を奨励している。御庭番の報告書「道中筋風文書」では、寛政8年(1796年)中島道二門弟の久世祐甫を美濃・大垣から呼び寄せ、桑名宿の本陣を借り切って、町方の人々に講釈を聞かせたことが記録に残っており、その招聘や講釈の付帯費用については領主が負担するとしたので、町方も難渋せずに受け入れ、毎日300人〜500人ほどの町人が久世の講釈を聞きに訪れ、「右に付き町方の男女自ら行儀も相直り候由」という。
寛政12年（1800年）には藩法を制定して綱紀の粛正を図った。
享和2年（1802年）5月10日、死去。享年44（満42歳没）。実子は早世していたため、跡を養子の忠翼が継いだ。

## 系譜
父母
- 徳川宗将（実父）
- サヨ、保福院 ー 植田氏、側室（実母）
- 松平忠功（養父）

側室
- 伴氏
- 安田氏

子女
- 男子 ー 夭折

養子、養女
- 松平忠翼 ー 井伊直朗の次男
- 国姫 ー 松平忠翼正室、松平忠啓の娘